# Lunar Reconnaissance Orbiter
Lunar Reconnaissance Orbiter (LRO) er en NASA rumsonde som skal udforske Månen forud for de fremtidige bemandede landinger i Constellation-programmet.
Lunar CRater Observation and Sensing Satellite (LCROSS) er en satellit der skal gøre det muligt at søge efter vandis ved Månens poler.
LRO og LCROSS blev opsendt d. 18. juni 2009 klokken 23:32 CEST med den samme Atlas V-raket. LRO gik i kredsløb om Månen tirsdag d. 23. juni klokken 12:27 CEST. LCROSS kolliderede med Månen d. 9. oktober 2009.

## Formålet med LRO
- Bestemmelse af potentielle, sikre landingsteder.
- Måle lysforhold og temperaturer på Månens poler.
- Søge efter potentielle ressourcer fx vand.
- Fastlægge strålingsfaren fra rummet og dets effekt på mennesker.
- Undersøge Månens topologi.[4]

LRO er bygget på NASAs Goddard Space Flight Center

### LRO Observationer
Instrumentet Diviner har målt temperaturer med et ultraviolet kamera. Målinger foretaget i juli og august 2009 ved Månens poler indikerer at der er vandis på steder i permanent skygge .

## Formålet med LCROSS
Hvis en fremtidig månebase skal bygges, vil vand være en vigtig ressource og det bliver meget dyrt at transportere vand fra Jorden til Månen. NASA vil søge efter vandis for at få dækket behovet ved polerne, hvor der er permanent skygge i de dybe kratere. Her vil man lede under Månens overflade. LCROSS skal ramme Cabeus-krateret på Månen for at kunne analysere materiale under overfladen. Ved sydpolen skal det udbrændte Centaur-trin fra Atlasraketten, som et slags missil, bruge sin kinetiske energi til at lave et krater på størrelse med en svimming-pool i Cabeus A-krateret på 98 km. Materialet, der hvirvles op, skal analyseres af instrumenter på LCROSS Shepherding Spacecraft, der flyver igennem skyen. Isen fordamper til vanddamp (H2O) og solens ultraviolette stråling vil omdanne vandet til hydroxid (OH-) og brint (H+). Sammenstødet skulle blive så voldsomt at det måske kan observeres fra Jorden med en stjernekikkert. Fire minutter efter rammer LCROSS S-S/C Månen. LCROSS S-S/C masse på 585 kg giver dog et væsentligt mindre krater end Centaurtrinnets 2.366 kg.
LCROSS er bygget på Ames Research Center.

### LCROSS Observationer
NASA har offentliggjort data fra LCROSS instrumenter der indikerer fund af vand i Cabeus-krateret .

## Instrumenter
Rumsonden har syv forskellige instrumenter til at gennemføre undersøgelser rettet mod menneskelig bosættelser på månen. Instrumentene er fra forskellige organisationer i USA og Rusland.
Cosmic Ray Telescope for the Effects of Radiation (CRaTER) 
Måle stråling der er til fare for astronauter.
Diviner Lunar Radiometer Experiment (DLRE) 
Måle temperatur på og under månens overflade, søge efter is-depoter og velegnede steder til landing.
Lyman-Alpha Mapping Project (LAMP) 
Skal kortlægge ultraviolet spredning.
Lunar Exploration Neutron Detector (LEND) 
Kortlægning af brint.
Lunar Orbiter Laser Altimeter (LOLA) 
Kortlægning at månen i 3-D og topologi.
Lunar Reconnaissance Orbiter Camera (LROC) 
Højopløseligt kamera til at finde områder, der er i permanent lys eller skygge
Mini-RF Miniature Radio Frequency (Mini-RF) 
Primært søge efter vand og is.